# Ingvar Svahn

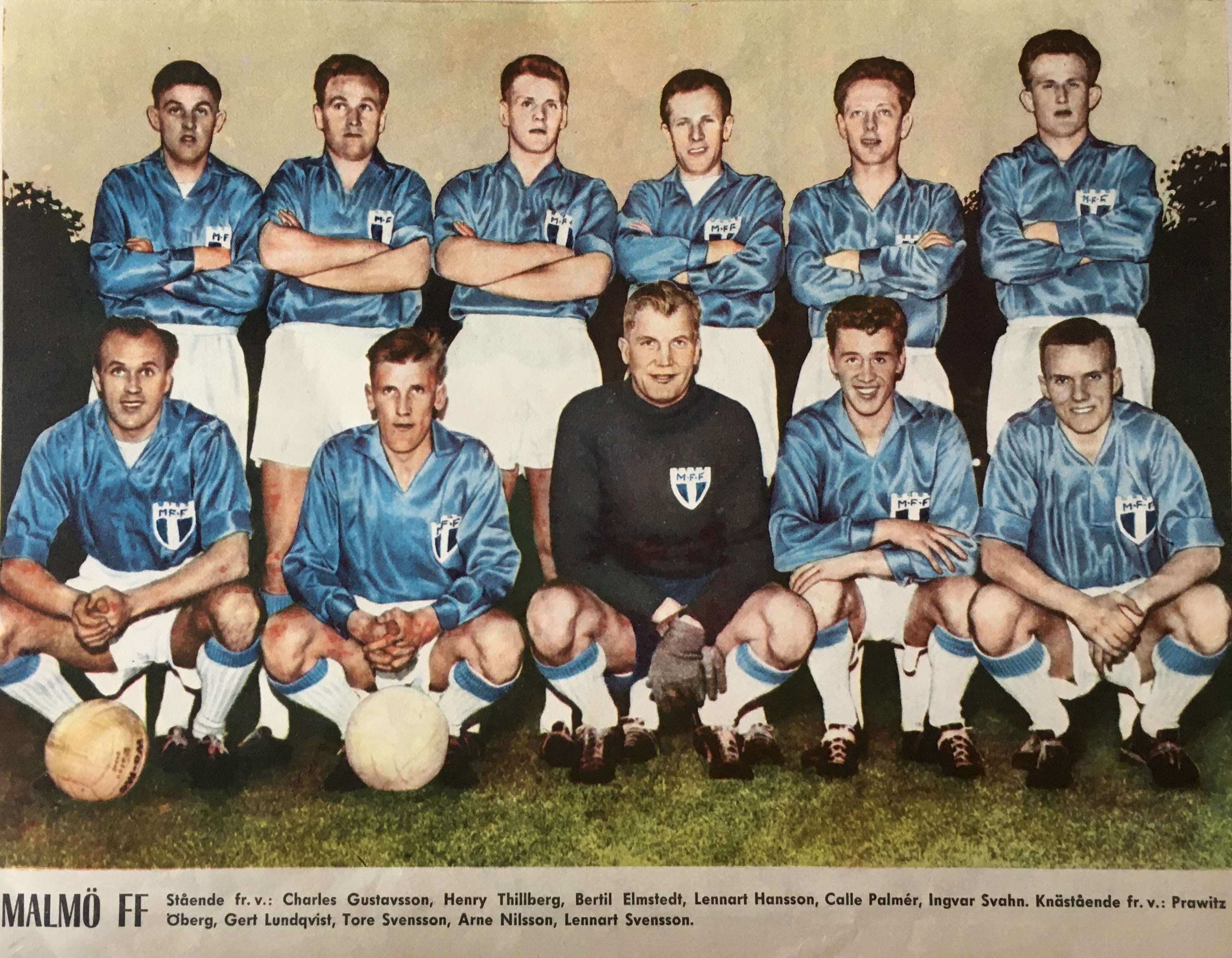
Malmö FF:s lag 1960 med bland andra Charles Gustafsson, Henry Thillberg, Bertil Elmstedt, Calle Palmér, Ingvar Svahn (stående längst till höger), Prawitz Öberg och Tore Svensson.

Ingvar Svahn, född 22 maj 1938 i Malmö, död 16 juni 2008, var en svensk fotbollsspelare som spelade för bland annat Malmö FF.
Svahn, som värvats från Kulladals FF, spelade sin första allsvenska match 1957 för Malmö FF mot Helsingborgs IF och gjorde då mål efter mindre än två minuter på landslagsmålvakten Kalle Svensson. Han var även med i matchen 19 augusti 1965 då Malmö FF besegrade Helsingborg med hela 10–1 på bortaplan – en av tidernas målrikaste matcher i Allsvenskan. Han gjorde det tionde och sista målet för matchen i 86:e matchminuten. I sin klubbkarriär spelade han 255 matcher med 67 mål. Han vann överraskande Guldbollen 1967 då de flesta trodde att den skulle gå till Björn Nordqvist. Han fick inte en enda varning under tio säsonger.
Svahn gjorde sin debut för svenska landslaget 9 augusti 1961 och spelade sammanlagt 19 A-landskamper samt gjorde två mål. Hans två mål kom direkt i debuten mot Finland. År 1968 blev han proffs i den belgiska klubben Royal Daring, där han stannade under två års tid, innan han återvände till MFF för att avsluta med allsvenskt guld 1970.   När Malmö FF:s fans fick rösta fram sin drömelva bestående av dåvarande eller tidigare Malmö FF-spelare hamnade Svahn på nionde plats som yttermittfältare och 39:e plats sammanlagt (4 % av rösterna).  I januari 1971 började han som spelare med division 4-laget Eslövs Bollklubb, och 1972 spelande tränare, 1973 - 1977 enbart tränare för samma klubb.

## Meriter
- 19 A-landskamper/2 mål
- Guldbollenvinnare: 1967[2]